# Астафьев, Владимир Дмитриевич
Влади́мир Ди́итриевич Аста́фьев (1 февраля 1950, Горький, РСФСР, СССР — 18 ноября 2002, Нижний Новгород, Россия) — советский и российский хоккеист, защитник.

## Биография
Родился 1 февраля 1950 года в Горьком.
В возрасте четырнадцати лет был принят в ДЮСШ «Торпедо» в родном городе и фактически с того же времени началась его хоккейная карьера. В 1968 году был принят в состав хоккейного клуба Торпедо (НН), провёл 565 матчей и забил свыше 50 шайб. В 1976 году был признан лучшим игроком сезона. Был приглашён в сборную СССР. Чемпион Всемирной зимней универсиады 1972 года.
В последние годы жизни серьёзно заболел и часто лежал в больницах. Скончался 18 ноября 2002 года.